# Leopold al IV-lea, Duce al Austriei

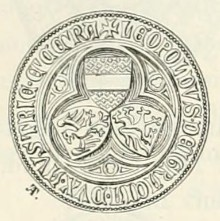
Sigiliul ducelui Leopold al IV-lea: trei scuturi semicirculare (ale Austriei, Stiriei și Tirolului) cu inscripția în majuscule gotice: + LEOPOLDVS. DEI. GRACIA. DVX. AVSTRIE. ETCET (e) RA

Leopold al IV-lea, supranumit cel Gras și cel Mândru, (n. 1371 – d. 3 iunie 1411, Viena) aparținând Casei de Habsburg, a fost conte de Tirol între 1396 și 1406 și din 1395 până în 1411 a fost duce al Austriei Anterioare. Din 1406 și până în 1411 a fost seniorul familiei și împreună cu fratele său Ernest I, a fost regent al ducatului Austriei pentru Albert al V-lea, fiul minor al ducelui Albert al IV-lea.

## Originea, familia și căsătoria
Ducele Leopold al IV-lea a fost cel de-al doilea fiu al ducelui Leopold al III-lea (1351–1386) și al soției sale Viridis Visconti (1350–1414), fiica lui Bernabò Visconti, stăpânul orașului Milano. Leopold al IV-lea și frații săi Wilhelm, Ernest I și Frederic al IV-lea au format Linia Leopoldină a familiei de Habsburg. Unchiul lor ducele Albert al III-lea al Austriei (1348–1395) a stabilit Linia Albertină a familiei de Habsburg care a fost continuată de singur său fiu, ducele Albert al IV-lea.
Leopold al IV-lea a fost căsătorit cu Caterina de Burgundia (1378–1425), fiica ducelui Filip cel Îndrăzneț și a soției sale, contesa Margareta a III-a de Flandra. Nu se știe dacă Leopold a avut copii, dar din căsătoria sa cu Caterina nu au rezultat urmași. Inițial Leopold trebuia să se căsătorească cu Margareta, sora mai mare a Caterinei. La sfârșitul anului 1384 au avut loc primele negocieri privind căsătoria cu Caterina. Nunta fusese plănuită pe 29 septembrie 1385, dar a fost amânată de mai multe ori din diverse motive și în cele din urmă a avut loc la Dijon între 14 și 17 septembrie 1387 în prezența lui Leopold, dar Caterina a călătorit la el abia patru ani mai târziu pe 18 septembrie 1393. Potrivit unor declarații ale Caterinei relația dintre ei a fost una bună.

## Aranjamente succesorale
Când tatăl său, Leopold al III-lea, a fost ucis în Bătălia de la Sempach în 1386, fratele cel mare al lui Leopold, Wilhelm, care era deja major la acea vreme, a succedat acestuia. Cu acordul prelaților și nobililor, Wilhelm a acceptat doar pțin mai târziu la 10 octombrie 1386 pentru el și frații săi tutela unchiului Albert al III-lea, care a suspendat împărțirea proprietății convenite prin Contractul de la Neuberg din 1379 și a preluat cârmuirea teritoriilor în calitate de senior al familiei. Leopold al IV-lea și-a dat acordul abia în noiembrie 1386.
În 1392 Leopold a preluat de la unchiul său Albert al III-lea administrația comitatului Tirol și a Austriei Anterioare. În 1395 după moartea unchiului, Leopold, Wilhelm și vărul lor, Albert al IV-lea, au semnat Contractul de la Hollenburg, prin care lui Leopold i-a fost confirmată stăpânirea asupra Tirolului și Austriei Anterioare. Întrucât veniturile obținute din aceste teritorii erau mult mai mici decât cele provenite din teritoriile administrate de Wilhelm, cel din urmă s-a obligat să plătească fratelui său și o compensație financiară anuală de 6000 de guldeni. După doi ani contractul a expirat, dar a fost reînnoit de trei ori, ultima dată în 1404 cu adăugirea că Leopold urma să guverneze Tirolul și Stiria cu reședința la Graz, iar teritoriile de dincolo de Arlberg trebuia să le administreze împreună cu Wilhelm timp de trei ani. Frederic care era sub tutela lui Leopold a preluat apoi treptat administrarea Tirolului. În acest timp Wilhelm a deținut tutela lui Ernest. Pe 20 septembrie 1402 Leopold încheiase cu frații săi la Bruck an der Mur un alt contract în care cei doi frați mai mici au devenit coregenți în teritoriile fraților lor mai mari.
După ce Wilhelm a murit în 1406 cei trei frați Leopold, Ernest și Frederic au convenit în urma deciziei stabilite prin arbitrajul stărilor generale, ca Leopold și Ernest să dețină împreună tutela nepotului lor, Albert al V-lea, iar teritoriile au fost împărțite astfel: Leopold a primit ducatul Austria, Carintia și Craina, Ernest a primit Stiria, iar Frederic Austria Anterioară și Tirolul. Totuși, s-a iscat un conflict privitor la stăpânirea orașului Wiener Neustadt având ca urmare un război civil în timpul căruia în iulie 1408 primarul orașului Viena și alți doi consilieri ai săi au fost decapitați din ordinul lui Leopold după un proces dubios în Piața de porci din Viena (astăzi: Lobkowitzplatz). Regele Sigismund și stările generale au intermediat pacea urmând ca Leopold și Ernest să exercite în continuare împreună tutela nepotului lor,  Albert al V-lea, până la 24 aprilie 1411 când acesta urma să devină major.
Deoarece ei nu au respectat termenul stabilit, când Albert ajuns la vârsta de 14 ani, a fost răpit și dus de stările generale de la Viena la Eggenburg unde a fost declarat major. A doua zi Leopold a murit pe neașteptate. Se presupune că moartea sa a fost cauzată de acest eveniment care l-ar fi supărat peste măsură și i-ar fi provocat un atac cerebral. Este totuși posibil ca el să fi murit datorită unei răni la un picior. Se spune că moartea sa a provocat bucurie în rândul oamenilor.

## Leopold ca om politic
Dacă în ultimii ani de guvernare Leopold s-a concentrat asupra ducatului Austriei (remarcabilă fiind pacea locală stabilită în 1407 prin negocierea cu stările generale), în anii de început interesul său a fost orientat spre vestul teritoriilor habsburgice fiind probabil motivat și de căsătoria cu Caterina de Burgundia. Alianța lui Leopold cu episcopul Hartmann de Chur, contele de Werdenberg care în 1399 a devenit consilierul său, și alianța cu episcopul de Trient au consolidat puterea ducelui în Tirol.
Politica sa privitoare la problemele ecleziastice și imperiale a fost diferită în anumite faze de politica fraților săi. Până la Conciliul de la Pisa din 1409 Leopold a fost de partea papei Clement al VII-lea datorită intereselor sale în Burgundia. Deși în 1400 Leopold încheiase un alianță pentru cinci ani cu Giangaleazzo Visconti, în 1401 el a încheiat o altă alianță cu Rupert al Palatinatului care fusese ales rege romano-german după destituirea lui Venceslau al IV-lea al Boemiei în 1400. Această alianță era printre altele îndreptată împotriva orașului Milano al cărui stăpân era Visconti. Astfel Leopold s-a obligat să deschidă pasurile din Tirol pentru accesul trupelor imperiale în Lombardia. În același timp a fost convenită căsătoria fratelui său, ducele Frederic al IV-lea, cu Elisabeta, fiica regelui Rupert.
Pe 2 iulie 1401 a avut loc căsătoria lui Frederic cu Elisabeta așa cum fusese stabilit la Mainz. În toamna acestui an Leopold a participat la campania lui Rupert în Italia însă fără mare succes, el fiind capturat de milanezi după o bătălie lângă Brescia. Probabil datorită legăturilor sale de familie cu ducele de Milano, el a fost eliberat trei zile mai târziu și s-a grăbit să se întoarcă în teritoriile sale. Leopold a rămas de partea regelui Rupert și s-a străduit să îi atragă pe frații săi de partea acestuia deși cu un succes mai degrabă moderat.
Nu există nici o imagine autentică a lui Leopold IV-lea. Portretul său din arborele genealogic de la Castelul Tratzberg a fost creat la aproape 100 de ani de la moartea sa și prin urmare nu poate fi considerat ca reflectând realitatea. Din scrierile lui Wiener Annalen (1348–1404) aflăm că Leopold era „un prinț drept și puternic”, dar acesta nu dă detalii legate de aspectul lui fizic. După informațiile scrise rămase de la deschiderea mormântului în 1739 Leopold a avut o înălțime remarcabilă.
Leopold al IV-lea a fost înmormântat în cripta ducală din Catedrala Sf. Ștefan din Viena.  